# Рождество Богородично (Йеракару)
Вижте пояснителната страница за други значения на Рождество Богородично.
„Рождество Богородично“ (на гръцки: Γεννήσεως της Θεοτόκου) е православна църква в лъгадинското село Йеракару, Гърция, енорийски храм на Лъгадинската, Литийска и Рендинска епархия.
Църквата е построена в XX век в северната част на селото, на 100 m южно от стария енорийски храм „Свети Георги“. В архитектурно отношение е трикорабна базилика с камбанария на запад. В храма са пренесени църковните ценности от старата църква. Има 11 преносими икони и 10 старопечатни книги. Особено ценна е поклонническата икона на Христос Вседържител със Свети Йоан Богослов, датираща вероятно от XVI век, разположена в южния кораб на храма.